# 3842 Harlansmith
A 3842 Harlansmith (ideiglenes jelöléssel 1985 FC1) a Naprendszer kisbolygóövében található aszteroida. Edward L. G. Bowell fedezte fel 1985. március 21-én.